# Delphinium confertiflorum
Delphinium confertiflorum är en ranunkelväxtart som beskrevs av Woot.. Delphinium confertiflorum ingår i släktet storriddarsporrar, och familjen ranunkelväxter. Inga underarter finns listade i Catalogue of Life.